# Helicomastax
Helicomastax is een geslacht van rechtvleugeligen uit de familie Eumastacidae. De wetenschappelijke naam van dit geslacht is voor het eerst geldig gepubliceerd in 2001 door Rowell & Bentos-Pereira.

## Soorten
Het geslacht Helicomastax omvat de volgende soorten:
- Helicomastax copensis Rowell & Bentos-Pereira, 2001
- Helicomastax mnioides Rowell & Bentos-Pereira, 2001